# Teresa Fusté
Teresa Fusté (Ivars d'Urgell, 1943 - Llanars, 2025) és una pintora, escultora i dissenyadora de joies catalana. Estudià Belles Arts a Barcelona, on fou alumna de l'escultor Lluís Montané. Va guanyar el Primer Gran Premi d'Escultura, al 34ème Grand Prix International de Peinture de Deauville, França.